# Ейлер Аллерт
Ейлер Аллерт (дан. Ejler Allert, 27 листопада 1881 — 25 березня 1959) — данський академічний веслувальник.
Олімпійський чемпіон 1912 року в складі розпашної четвірки зі стерновим з внутрішніми кочетами.